# فودنيان
فودنيي (بالكرواتية:Vodnjan) ويعرفها الإيطابيون باسم دينيانو (بالإيطالية: Dignano)‏ هي مدينة في مقاطعة إستريا في كرواتيا.
يبلغ عدد سكانها حوالي6.119 نسمة (2011).

## معرض صور

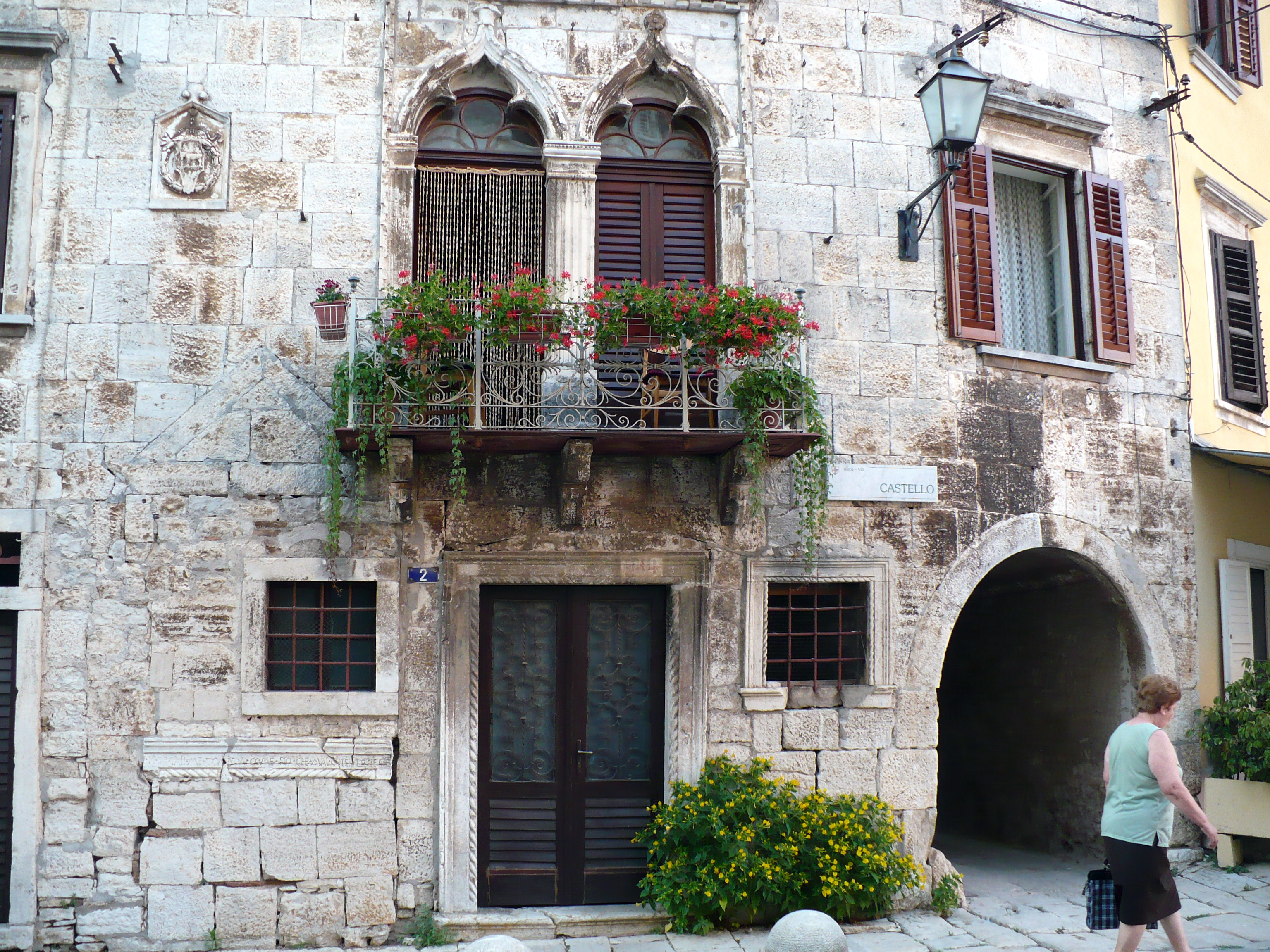
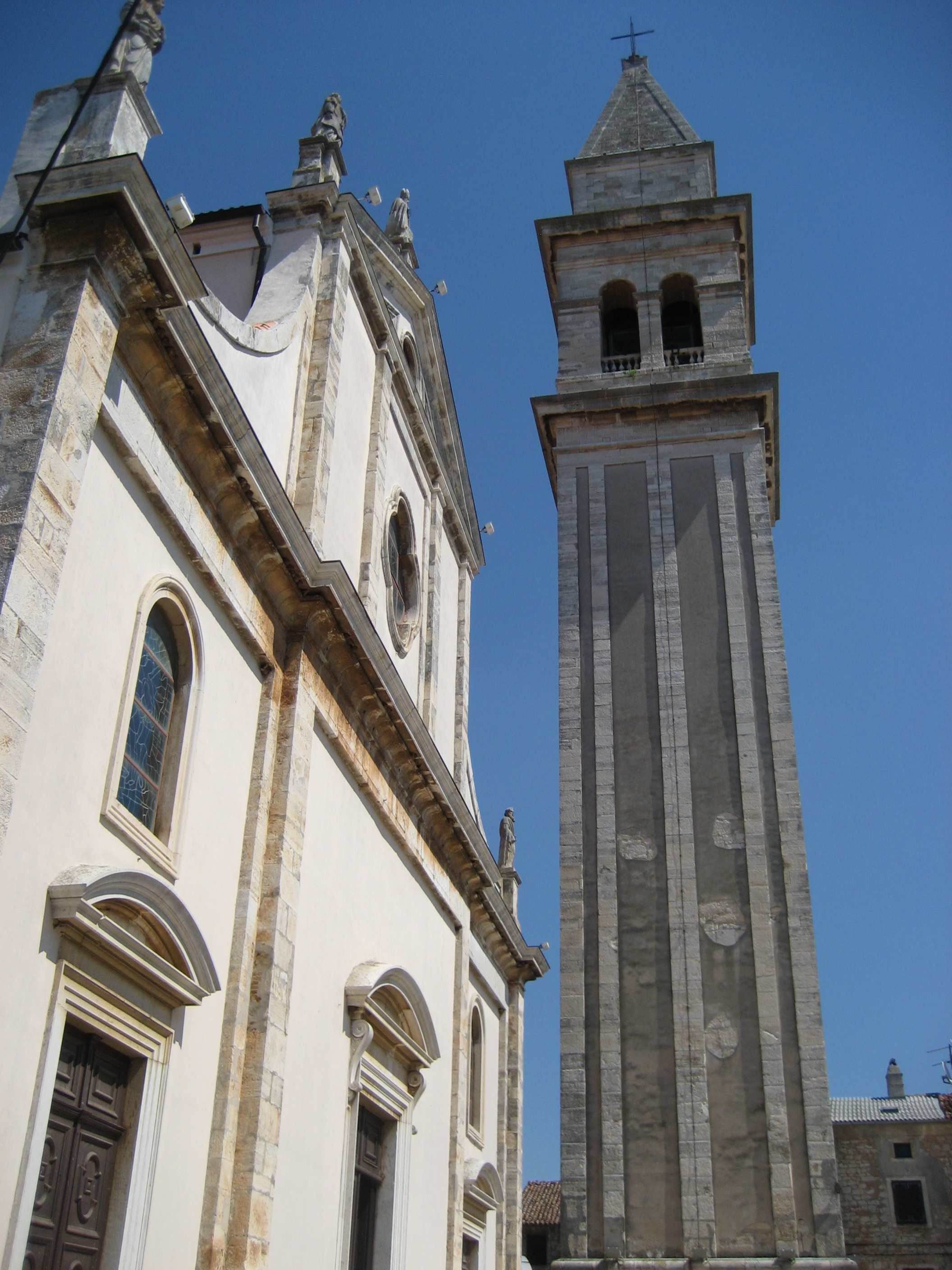
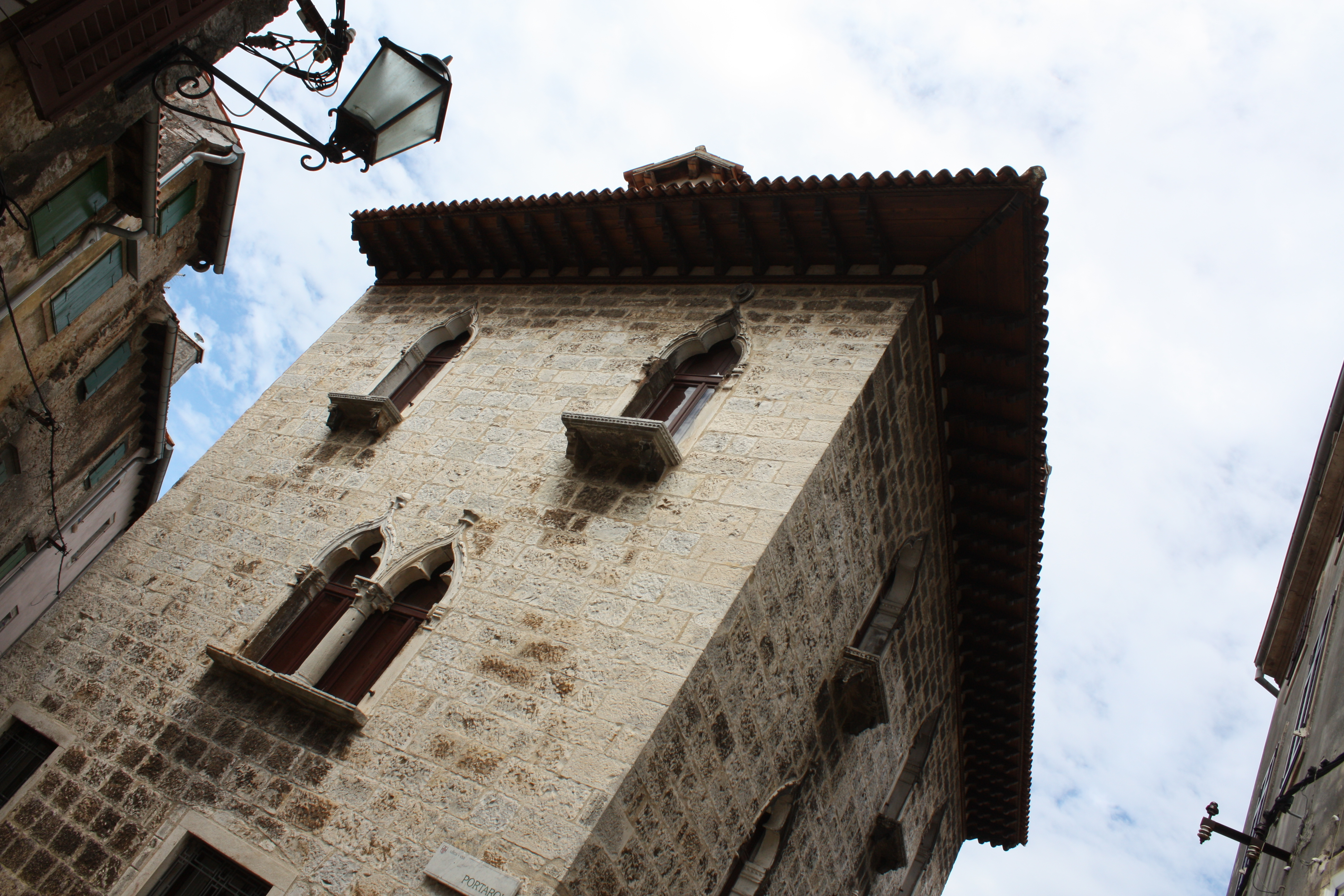
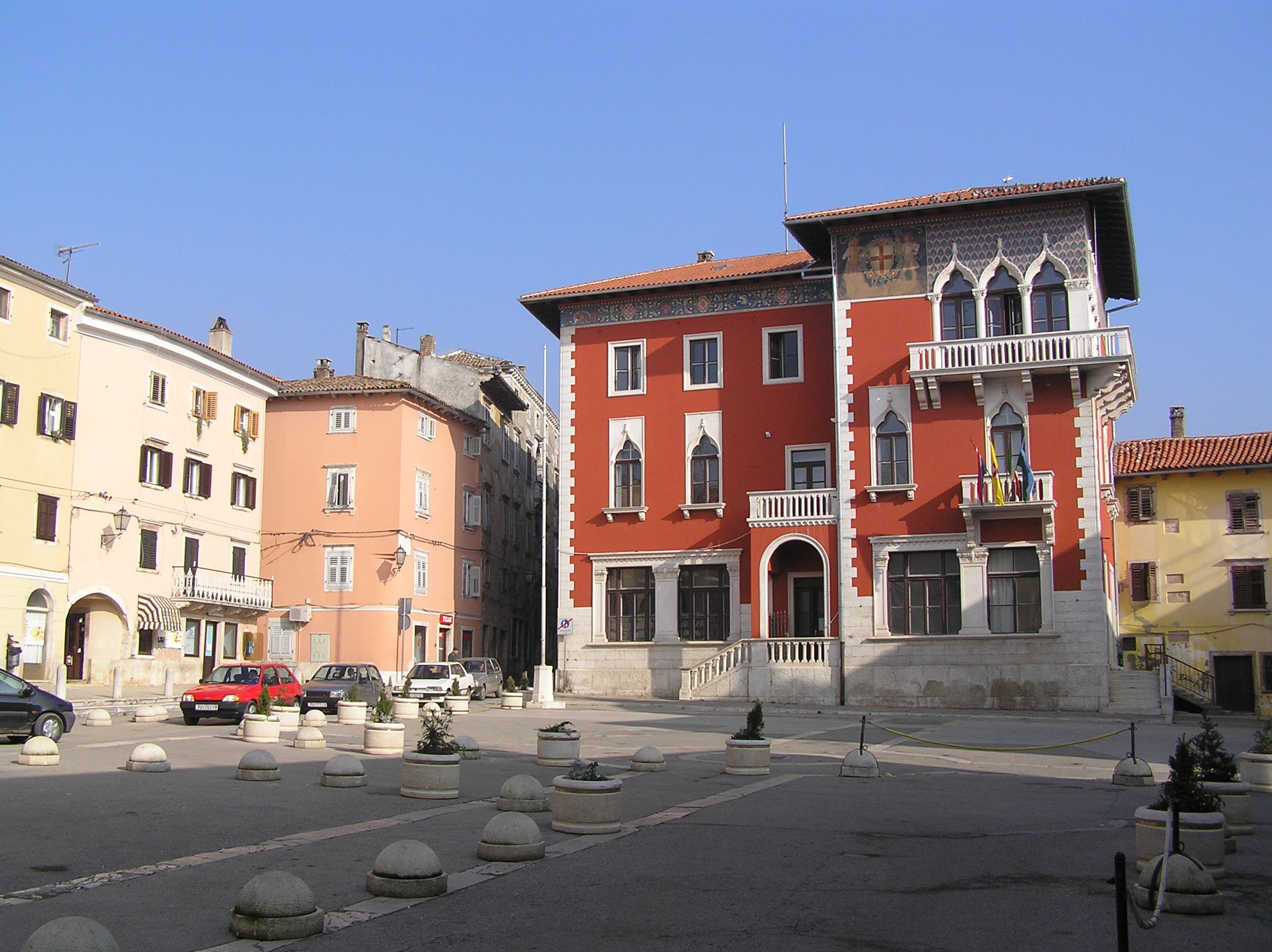
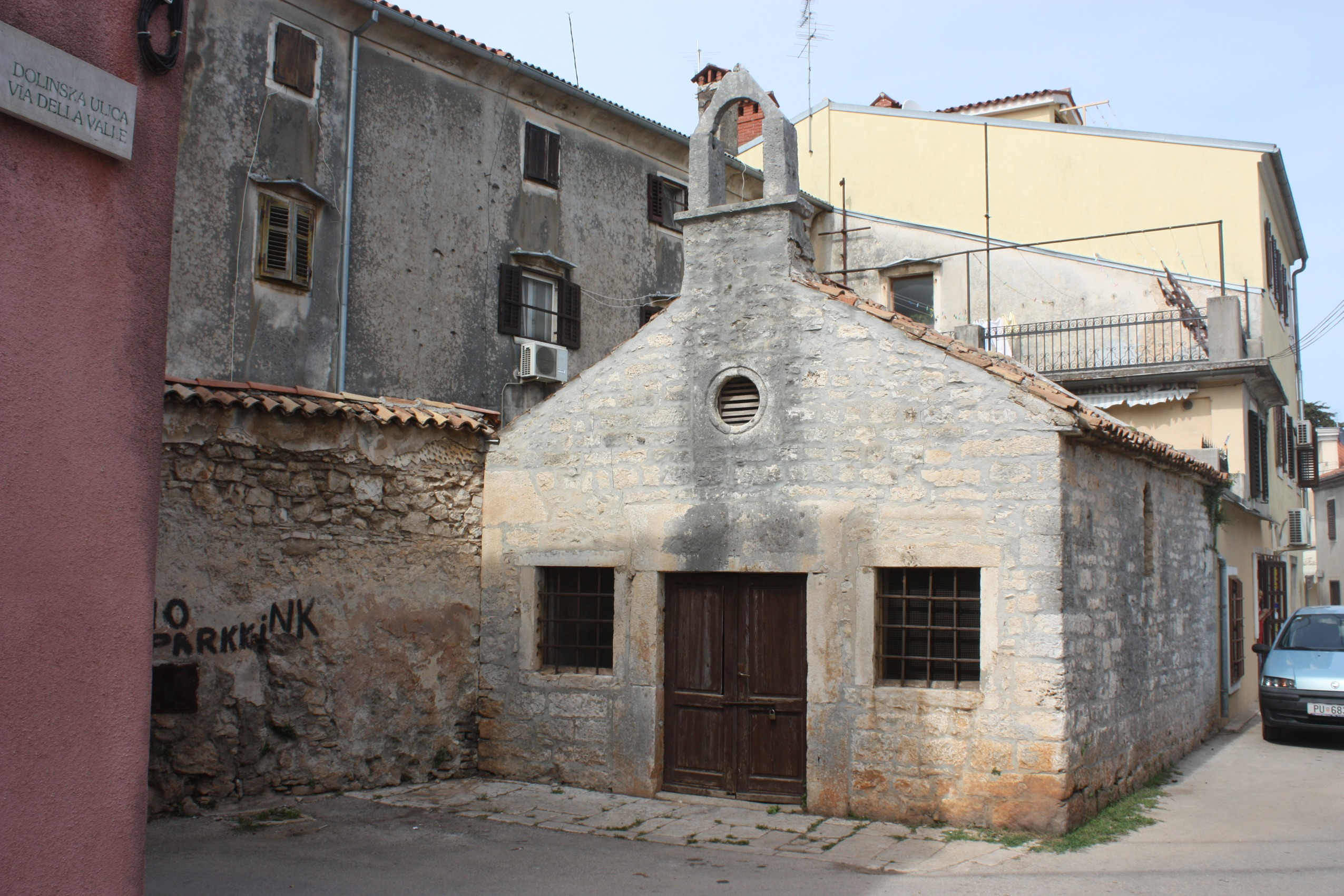